# Грэм, Джон (регбист)
Сэр Дэвид Джон Грэм KNZM CBE ED (англ. David John Graham; 9 января 1935, Стратфорд — 2 августа 2017, Окленд) — новозеландский регбист и педагог, занимавший пост президента Новозеландского регбийного союза. Провёл 22 игры за сборную Новой Зеландии в 1958—1964 годах, в том числе 3 как капитан. Выступал на позиции оттянутого нападающего. В 1973—1993 годах — директор Оклендской грамматической школы, в 1997—1999 годах — менеджер сборной Новой Зеландии по крикету, в 1999—2004 годах канцлер Оклендского университета. Избран президентом Новозеландского регбийного союза в апреле 2005 года.

## Ранние годы
Джон Грэм родился в Стратфорде, учился в Нью-Плимутской мужской средней школе вместе со своими братьями и играл за сборную школы по регби на позиции первого пяти-восьмого. Учился три года в Оклендском университете, окончил его со степенью магистра в области истории, выступал за команду провинции Окленд. В 1956 году на «Иден Парке» сыграл за команду Окленда против «Спрингбокс», причём эта игра за Окленд стала для Грэма четвёртой.

## Регбийная карьера
В 1958 году после выпуска из университета Грэм переехал в Крайстчерч, став преподавателем в Крайстчерчской мужской средней школе. Он был капитаном команды «Хай Скул Олд Бойз», в которой играл в свободное время — Грэм проводил тренировки в любое время суток и в любую погоду, требуя от команды выкладываться по максимуму. В том же 1958 году он впервые сыграл за сборную Новой Зеландии: 23 августа он провёл тест-матч против Австралии, который новозеландцы выиграли 25:3; чуть позже он сыграл и второй тес-матч. В 1959 году он не привлекался в сборную, зато в 1960 году отправился на турне по Южной Африке, сыграв в 10 из 26 матчей, в том числе во втором и третьем тест-матчах против Южной Африки
С 1961 по 1964 годы он не пропускал ни одного тест-матча за сборную, выступая на позиции фланкера или восьмого. Грэм стал одним из самых скоростных и сообразительных оттянутых нападающих сборной Новой Зеландии в её истории, который во время игры всегда призывал команду следить за мячом вне зависимости от того, что происходит на поле, а после ухода Уилсона Уайнрея, случившегося после турне по Великобритании 1964 года, Грэм стал капитаном сборной и сохранял этот пост до своего ухода из регби в 1965 году. Из 31 матча за сборную Новой Зеландии он провёл 7 как капитан, тест-матчами из них признаны 22 матча (3 как капитан). В его активе 11 попыток (55 очков) за сборную, из них 2 попытки (10 очков) пришлись на тест-матчи.

## После регби
По завершении регбийной карьеры Грэм вернулся к преподавательской деятельности и до 1970 года преподавал в Крайстчерчской мужской средней школе обществознание. Оттуда он перешёл в колледж Линвуд, а в 1973 году был назначен директором Оклендской грамматической школы, где работал в течение почти 20 лет. Он был в тренерском штабе команды школы, которым руководил Бадди Хендерсон. В 1997 году Грэм был назначен уполномоченным по социально-экономическим вопросам кампуса Южного Креста. 
Также он занимал должность главы попечительского совета по образовательным стипендиям Новой Зеландии, критикуя современный подход к обучению — по его словам, учителя не имеют права «вытягивать знания» из детей, назвав это «образовательной чепухой».
После турне 1960 года по Южной Африке Грэм, потрясённый увиденным в стране, выразил своё неприятие к апартеиду и заявил, что если бы новозеландцы имели какие-либо человеческие чувства, то они бы никогда не поехали на матчи в Южную Африку. В связи с этим в 1981 году он и Уайнрей отказались идти на матчи ЮАР во время турне «Спрингбокс» по Новой Зеландии. Также он выражал ярый протест против размещения рекламы на регбийках «Олл Блэкс», сказав, что на форме должен размещаться только лист папоротника и никакого логотипа спонсора не должно быть. При этом Грэм отмечал, что новозеландцы должны не забывать и о других аспектах жизни, напоминая, что проблемы бедности и безработицы не менее важны, чем развитие спорта в стране.
В канун Дня рождения Королевы в 1994 году Джон Грэм был произведён в командоры ордена Британской империи за заслуги перед образованием. В 1997—1999 годах он был менеджером сборной Новой Зеландии по крикету, а в 1999—2004 годах был канцлером Оклендского университета. В 1999 году журнал North & South назвал его человеком года, а номер от января 2000 года вышел с обложкой «Джон Грэм — человек, который установил стандарты» (англ. John Graham, the man who set standards), о вступительной цитате к которому перечислялись заслуги Грэма как директора школ, предпринимателя, деятеля в сфере образования и спорте.
В бизнесе Грэм прославился как председатель компании «The University Bookshop Ltd», IT-дистрибьютор в компании «Renaissance Corporation», сотрудник «Owens Group Ltd» и директор оклендской компании образовательных услуг «Academic Colleges Group». В 2005 году он был избран президентом Новозеландского регбийного союза, сменив на этом посту Тане Нортона, а в том же году стал почётным доктором Оклендского университета. В 2011 году произведён в рыцари-компаньоны ордена Заслуг Новой Зеландии за заслуги перед образованием и спортом.
Джон Грэм был женат и воспитал сына Майлза, а также внука Бэйли. Скончался 2 августа 2017 года от рака в Окленде. На похоронах 2500 учеников и выпускников Оклендской грамматической школы торжественно исполнили хаку в знак уважения к директору их школы.